# کینتانییا دل ملار
کینتانییا دل ملار (به اسپانیایی: Quintanilla del Molar) یک شهرستان در اسپانیا است که در استان وایادولید واقع شده‌است.